# Matthias Huß
Matthias Huß (auch französisch Mathieu Husz, * um 1455 in Bottwar; † nicht vor 1507, vermutlich in Lyon) war ein früher Buchdrucker in Lyon.

## Leben
Huß stammt aus Bottwar bei Marbach in Württemberg. Er schrieb sich im Wintersemester 1473/74 an der Universität Basel ein. Der Erwerb eines akademischen Grads ist nicht nachzuweisen. Huß erlernte dort aber die Kunst des Buchdrucks. In Lyon hat er möglicherweise zuerst in der Offizin seines Bruders (?) Martin gearbeitet. Seine eigene Druckertätigkeit ist ab 1482 nachzuweisen.
Huß erwarb durch Heirat mit einer Tochter des Fischhändlers André Daveins das Lyoner Bürgerrecht. Die Steuerlisten führten ihn seit 1485 auf, 1495–1499 wird Huß als „Marchand allemand“ (deutscher Kaufmann) bezeichnet. Er druckte neben theologischen und juristischen Lehrbüchern vor allem französische Unterhaltungs- und Erbauungsliteratur. Sein letzter Druck stammt aus dem Jahr 1501. Huß ist noch 1507 in Lyon urkundlich nachgewiesen.
Seine Tätigkeit war vielfältig und umfangreich. Trotzdem geriet Huß öfter in finanzielle Schwierigkeiten. Seine Geschäftspartner waren Petrus Hungarus (Pierre Hongre) und Johann Schabeler (auch Wattenschnee genannt). Letzterer stammte wie Huß aus Bottwar und studierte ebenfalls 1473/74 in Basel. Jaques Buyer und Ludovicus de Venetia waren Geldgeber und Verleger von Huß.
Huß verwendete 21 verschiedene Typen und seine Druckermarke kommt in sechs Formen vor. Während er anfangs Typen im oberrheinischen Stil benutzte, passte er diese später den Erfordernissen im örtlichen und internationalen Buchmarkt an. Lyon war zu seiner Zeit, neben Venedig, die führende Stadt bei Buchdruck und -handel. Seine Werke sind sehr reich bebildert. Neben eigenen Druckstöcken, die er in Auftrag gab, übernahm Huß auch etliche von anderen Druckern, beispielsweise von Bernhard Richel aus Basel und Guillaume Le Roy aus Lyon.

## Von Matthias Huß gedruckte Werke (Auswahl)
- Mirouer de la rédemption humaine (Speculum humanae salvationis). 1482 (drei weitere Auflagen).[1]
- Jacobus de Voragine: La Légende dorée. 1483.[2]
- Jacques Millet (Jacques de Milet): Histoire de la destruction de Troye la grande. 1500/01.[3]